# Service central d'état civil
Le Service central d'état civil (SCEC) est un service du ministère français des Affaires étrangères, qui centralise l’état civil des Français nés à l’étranger. Il est situé à Nantes au no 11 rue de la Maison-Blanche dans le quartier de Breil - Barberie.

## Histoire
Le Service central d’état civil a été créé par décret du 1er juin 1965 pour répondre à une situation résultant de l’accession à l’indépendance des ex-protectorats de Tunisie et du Maroc, des anciennes possessions coloniales d’Afrique, d’Asie et de l’océan Indien, ainsi que des anciens départements d’Algérie.
Sa création répondait au souci de permettre, en faveur des citoyens français, un accès aisé aux archives d’état civil conservées dans les pays anciennement sous souveraineté française, et rapatriées immédiatement après l’indépendance de ces pays.

## Activités
Le Service central d’état civil a pour mission première d’assurer la conservation, la mise à jour (apposition de mentions) et l’exploitation (délivrance de copies ou d’extraits, établissement et mise à jour de livrets de famille) des quelque 15 millions d’actes qu’il détient (2013), et qui se répartissent de la façon suivante :
- État civil consulaire, à savoir les actes d’état civil dressés et transcrits dans les ambassades et consulats (4 millions d’actes).

- État civil des Français par  acquisition (3 millions d’actes).

- État civil des ressortissants français établis dans des pays anciennement sous souveraineté française (8 millions d’actes).

Chaque année, le SCEC appose 180 000 mentions, établit 52 000 livrets de famille, et délivre plus de 1 800 000 copies et extraits, soit plus de 7000 délivrances par jour.
En outre, il assure les missions suivantes :
- L’établissement des actes d’état civil pour les personnes qui acquièrent la nationalité française  par décret ou par déclaration.

- La reconstitution, à la demande des personnes concernées, d’actes qui ont été ou auraient dû être établis en Algérie ou dans les autres pays anciennement sous souveraineté française, et qui sont manquants dans ses archives.

- La transcription dans ses registres de certaines décisions judiciaires rendues en France, mais concernant un événement d’état civil survenu à l’étranger (adoptions, jugements déclaratifs de naissance ou de décès…)[1]
- La délivrance d’attestations de PACS, de certificats de non PACS, de non-inscription au répertoire civil et au répertoire civil annexe, pour les personnes de nationalité étrangère nées à l’étranger.

- La gestion du Répertoire civil des personnes nées à l’étranger. Les inscriptions au Répertoire civil concernent les décisions judiciaires relatives aux tutelles, aux curatelles, ainsi que les requêtes en changement de régime matrimonial. Elles s’effectuent toujours par l’intermédiaire d’un greffier, d’un avocat ou d’un notaire.

- La gestion du Répertoire civil annexe où sont conservés :

- des extraits des décisions rendues en France et dont la publicité ne peut être assurée en raison de l’absence d’acte d’état civil des personnes concernées dans les registres français. 
- des copies des actes de désignation de la loi applicable au régime matrimonial, et des certificats délivrés par la personne compétente pour établir ces actes, dont la mention ne peut être effectuée en l’absence d’acte de mariage conservé par une autorité française. 
- des extraits des décisions ou des copies des actes relatifs au changement de régime matrimonial intervenu par application d’une loi étrangère régissant les effets de l’union dont la mention ne peut être effectuée en l’absence d’acte de mariage conservé par une autorité française. 
- des extraits des décisions rendues à l’étranger relatives au changement de régime matrimonial intervenu par application de la loi française, dont la mention ne peut être effectuée en l’absence d’acte de mariage conservé par une autorité française.